# Рябинин, Трофим Григорьевич
Трофи́м Григо́рьевич Ряби́нин (15 (27) апреля 1801 — 14 (26) февраля 1885) — олонецкий крестьянин, один из выдающихся сказителей русских былин, родоначальник династии былинных сказителей Рябининых.

## Биография
Родился в крестьянской семье, рано осиротел и воспитывался крестьянским миром.
Былинам про «Илью и Калина-царя» и «Молодца и худую жену» Трофим Рябинин научился, работая вместе со сказителем Ильёй Елустафьевым из деревни Шляминская. Много былин «понял» от своего дяди Игнатия Иванова, у которого служил работником, а также от его зятя, Василия Сафронова (или Сарафанова). От дяди также научился былинам про «Вольгу», «Илью и Соловья-разбойника», «Илью, узнающего свою дочь», «Дуная», «Потыка», «Королевичей из Кракова и Скопина». Былины про «Добрыню в борьбе со змеем» и про «Добрыню с Василием Казимировым» он узнал ещё в детстве, от крестьянина Ивана Агапитова Завьялова. Про «Дюка» — от старика Ивана Кокойкина, про «Ивана Годиновича» — от крестьянина Фёдора Трепанина.
23 былины из репертуара сказителя (считая, в том числе и отрывки) записаны в 1861 году Павлом Николаевичем Рыбниковым. В 1871 году Александром Фёдоровичем Гильфердингом были записаны ещё около 20 былин. В том же году по приглашению Гильфердинга приезжал вместе со сказителем Василием Петровичем Щеголёнком в Санкт-Петербург, где публично исполнял былины. Композиторы Милий Алексеевич Балакирев и Модест Петрович Мусоргский записали несколько его оригинальных напевов, среди которых былину «О Вольге и Микуле», которая вошла в сборник Николая Андреевича Римского-Корсакова «100 русских народных песен».
Рябинин был одним из первых русских крестьян, получивших государственную награду — в 1872 году он удостоился серебряной медали «За полезное», которую следовало носить на шее на Станиславской ленте.
Сын Трофима Григориевича — Иван Трофимович (1845—1910), пасынок Ивана Трофимовича Иван Герасимович (1873—1926) и сын Ивана Герасимовича Пётр Иванович также стали сказителями и частично сочинителями былин.
Похоронен на кладбище Кижского погоста.

## Список текстов (былин)

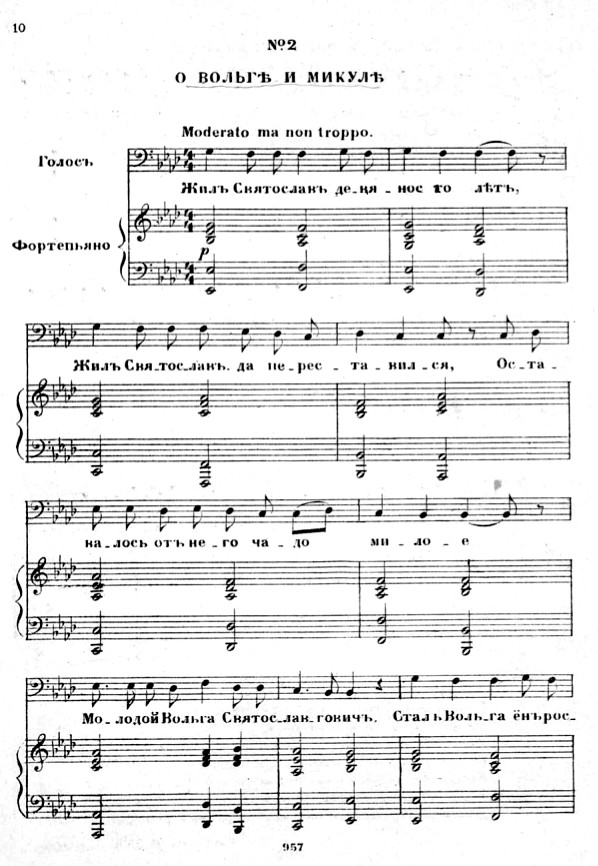
Напев былины «О Вольге и Микуле» (начало). Записан М. П. Мусоргским от Т. Г. Рябинина. Обработка Н. А. Римского-Корсакова.

- Вольга и Микула (О Вольге и Микуле)
- Илья и Соловей
- Илья Муромец и Калин Царь
- Илья Муромец в ссоре с Владимиром
- Илья Муромец и его дочь
- Добрыня и Маринка
- Добрыня и Змей
- Добрыня и Василий Казимиров
- Дунай
- Михайло Потык
- Иван Годинович
- Хотен Блудович
- Дюк
- Сорок калек
- Королевичи из Крякова
- Скопин
- Молодец и худая женщина
- Горе
- Самсон-богатырь
- Святогор
- Дунай Иванович
- Вольга Святославович
- Илья Муромец
- Илья Муромец и паленица удалая
- Илья Муромец и поганое Идолище
- Ермак Тимофеевич
- О Добрыне Микитинце
- Михайла Потык сын Иванович
- Михайла Потык Иванович
- Сорок калик со каликою
- Ставр Годинович
- Дюк Степанович
- Василий Буслаевич
- Поездка Василия Буслаевича
- Садко купец, богатый гость
- Грозный царь Иван Васильевич
- Князь Скопин и Никита Романович
- О двух королевичах из Крякова — Петрое Петровиче и Луке Петровиче
- Горюшко и добрый молодец